# إيفا هابيل
إيفا هابيل هي محامية وعضو مجلس الشورى سابقا والعمدة السابقة لقرية «كمبوها» بمركز ديروط محافظة أسيوط وما تزال تشغل هذا المنصب حاليا بشكل مؤقت، وتعد أول امرأة تصبح عمدة في مصر.

## الدرجة العلمية
- ليسانس كلية الحقوق، جامعة عين شمس، 1980.[9][10]

## الحياة السياسية
- انضمت للحزب الوطني عام 1994، ثم تقلدت منصب أمينة المرأة بالقرية، وبعدها ترشحت لعضوية مجلس محلي مركز ديروط، وحصلت وقتها على أعلى الأصوات، وذلك لمدة دورتين متتاليتين، ثم ترشحت لعضوية مجلس محلى المحافظة عن الحزب الوطني فارت به، ، تم تكليفها بالقيام بأعمال أمينة المرأة بالمركز، ثم تقدمت في 2006 لمنصب العمدة، وفي 2010 أصبحت عضوًا بمجلس الشوري بالتعيين.

## المناصب
- عضوة مجلس الشورى، 2010.
- عمدة قرية كوم بوها بمركز ديروط، أسيوط،2008 وأول امرأة في هذا المنصب.
- عضوة مجلس محلي مركز ديروط من 1996 إلى 2002.
- عضوة مجلس محلي محافظة اسيوط من 2004 إلى 2008.[10][12][13]